# Toxorhina (Toxorhina) polycantha
Toxorhina (Toxorhina) polycantha is een tweevleugelige uit de familie steltmuggen (Limoniidae). De soort komt voor in het Neotropisch gebied.